# Wang Chao (Politiker)

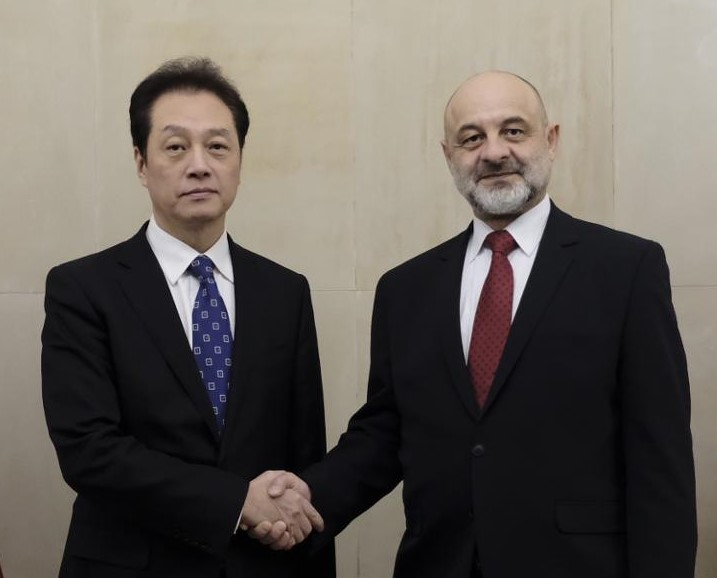
Wang Chao und der polnische Diplomat Maciej Lang

Wang Chao (王超; * im April 1960) ist ein chinesischer Politiker.
Wang Chao hatte seit 1982 verschiedene Funktionen im Handelsministerium der Volksrepublik China (damals MOFERT) und im Außenministerium der Volksrepublik China (MOFA). 2013 wurde er stellvertretender Außenminister. Er tritt in Zusammenhang mit Staatsbesuchen chinesischer Politiker in Europa in Erscheinung und ist Ansprechpartner für deutsche Ministerpräsidenten bei Besuchen in China.
Bis 2019 war er Generalsekretär der als 16+1 bekannten Kooperation zwischen China und mittel- und osteuropäischen Ländern.